# Província d'El Tarf
La província o wilaya d'El Tarf (àrab: ولاية الطارف, wilāyat aṭ-Ṭarf) és una província o wilaya d'Algèria. N'és capital la ciutat homònima d'El Tarf. El Kala és una de les principals ciutats portuàries d'aquesta província.